# Magay Dániel
Magay Dániel (Szeged, 1932. április 6. –) olimpiai bajnok magyar vívó, vegyészmérnök.
Szegedi piarista diák volt. 1950-től a Budapesti Lokomotív, 1955-től a Budapesti Törekvés kardvívója volt. 1953-tól 1956-ig szerepelt a magyar válogatottban. Jelentős sportsikereit a magyar csapat tagjaként érte el. 1953-ban szerepelt a vb-n, de nem volt helyezett. 1954-ben csapatban világbajnok, egyéniben nyolcadik volt. Származása miatt csak vívósikerei hatására, 1955-ben vették fel a Budapesti Orvostudományi Egyetem gyógyszerészeti szakára.
Az 1956. évi olimpiai győzelem után nem tért haza, az Amerikai Egyesült Államokban telepedett le. Háromszor nyert egyéni kardvívásban amerikai bajnoki címet, a sportolással azonban hamarosan felhagyott. Berkeleyben, a Kaliforniai Egyetemen vegyészmérnöki diplomát szerzett és egy Los Altos-i vegyészeti vállalat alkalmazottja, később technikai igazgatója lett. Ma nyugdíjasként Los Altosban él.
A szegedi Piarista Gimnáziumban 1995-ben Magay Dániel-díjat alapítottak.

## Sporteredményei
- olimpiai bajnok:
  - 1956, Melbourne: csapat (Gerevich Aladár, Hámori Jenő, Kárpáti Rudolf, Keresztes Attila, Kovács Pál)
- világbajnok:
  - 1954, Luxemburg: csapat (Berczelly Tibor, Gerevich Aladár, Kárpáti Rudolf, Kovács Pál, Papp Bertalan)
- főiskolai világbajnoki 2. helyezett:
  - 1954, Budapest: csapat (Hámori Jenő, Kardos Ferenc, Keresztes Attila, Mendelényi Tamás, Örley Tamás)
- háromszoros amerikai bajnok

## Díjai, elismerései
- A Magyar Köztársasági Érdemrend középkeresztje (1996)[1]
- A BVSC örökös bajnoka (2011)